# Demar Phillips
Demar Phillips est un footballeur international jamaïcain né le 23 septembre 1983 à Kingston. Il évoluait comme latéral gauche en USL Championship.

## Sélection
Demar Phillips compte 72 sélections pour 12 buts inscrits depuis 2006. Il a été de la victoire lors de la Coupe caribéenne des nations 2008 et a participé à la Gold Cup 2009.

## Palmarès

### En club
Waterhouse FC
- Champion de Jamaïque (1) : 2006
- Vainqueur de la Coupe de Jamaïque (1) : 2004

 Aalesunds FK
- Vainqueur de la Coupe de Norvège (2) : 2009, 2011

### En sélection
Jamaïque
- Vainqueur de la Coupe caribéenne des nations (1) : 2008
- Finaliste des Jeux panaméricains en 2007